# Amos Pieper
Amos Pieper (Lüdinghausen, Alemania, 17 de enero de 1998) es un futbolista alemán. Juega de defensa y su equipo es el Werder Bremen de la 1. Bundesliga de Alemania.

## Trayectoria
Formado en la cantera del Borussia Dortmund, jugó dos temporadas con el equipo reserva del club, el Borussia Dortmund II, en la Regionalliga.
El 28 de enero de 2019 fichó por el Arminia Bielefeld. Debutó en la 2. Bundesliga el 8 de febrero en la victoria de visita por 3-0 sobre el Jahn Ratisbona.

## Selección nacional
Es internacional en categorías inferiores con la selección de Alemania.
Con la selección sub-21 ganó la Eurocopa Sub-21 de 2021.

## Estadísticas
Actualizado al último partido disputado el 17 de mayo de 2025.
| Borussia Dortmund II · Alemania           | 4.ª           | 2017-18       | 18  | 1 | — | — | — | — | 18  | 1 |
| Borussia Dortmund II · Alemania           | 4.ª           | 2018-19       | 16  | 0 | — | — | — | — | 16  | 0 |
| Borussia Dortmund II · Alemania           | Total club    | Total club    | 34  | 1 | 0 | 0 | 0 | 0 | 34  | 1 |
| Arminia Bielefeld · Alemania              | 2.ª           | 2018-19       | 8   | 0 | — | — | — | — | 8   | 0 |
| Arminia Bielefeld · Alemania              | 2.ª           | 2019-20       | 31  | 0 | 2 | 0 | — | — | 33  | 0 |
| Arminia Bielefeld · Alemania              | 1.ª           | 2020-21       | 30  | 1 | 1 | 0 | — | — | 31  | 1 |
| Arminia Bielefeld · Alemania              | 1.ª           | 2021-22       | 27  | 0 | 2 | 0 | — | — | 29  | 0 |
| Arminia Bielefeld · Alemania              | Total club    | Total club    | 96  | 1 | 5 | 0 | 0 | 0 | 101 | 1 |
| Werder Bremen · Alemania                  | 1.ª           | 2022-23       | 29  | 2 | 2 | 0 | — | — | 31  | 2 |
| Werder Bremen · Alemania                  | 1.ª           | 2023-24       | 7   | 0 | 1 | 0 | — | — | 8   | 0 |
| Werder Bremen · Alemania                  | 1.ª           | 2024-25       | 23  | 0 | 1 | 0 | — | — | 24  | 0 |
| Werder Bremen · Alemania                  | Total club    | Total club    | 59  | 2 | 4 | 0 | 0 | 0 | 63  | 2 |
| Total carrera                             | Total carrera | Total carrera | 189 | 4 | 9 | 0 | 0 | 0 | 198 | 4 |
| (1) Incluye datos de la Copa de Alemania. |               |               |     |   |   |   |   |   |     |   |

## Palmarés

### Títulos nacionales
| Título        | Club              | País     | Año     |
| ------------- | ----------------- | -------- | ------- |
| 2. Bundesliga | Arminia Bielefeld | Alemania | 2019-20 |

### Títulos internacionales
| Título          | Club (*)                     | Sede                | Año  |
| --------------- | ---------------------------- | ------------------- | ---- |
| Eurocopa Sub-21 | Selección sub-21 de Alemania | Hungría · Eslovenia | 2021 |

(*) Incluyendo la selección.